# Talesa von Aragonien
Talesa von Aragonien († nach 1136) war eine spanische Edelfrau. Sie war seit 1085 mit Gaston IV. Vicomte de Béarn verheiratet. Während er sich im Krieg befand und nach seinem Tod regierte sie Béarn und die anderen Gebiete unter der Herrschaft ihres Mannes.

## Leben
Talesa war die Tochter des Grafen Sancho von Aybar und Javierre-Latre. Sie brachte in die Ehe mit Gaston IV. die Vizegrafschaft Montaner, die somit auch zum Béarn gehörte. Sie hatten 4 Kinder:
- Guiscarda
- namentlich unbekannte Tochter
- Centullus geboren 1102 und gestorben vor 1128
- Centulus VI.

Nach dem Tod von Gaston IV. am 24. Mai 1131 übernahm sie die Regentschaft für ihren minderjährigen Sohn, der jedoch im Jahr 1134 an der Seite von König Alfons I. in der Schlacht von Fraga fiel. Nach dessen Tod folgte Pedro, der Sohn von Guiscarda, auch minderjährig, für den Talesa ebenfalls die Regentschaft übernahm. Infolge der Streitigkeiten, die in Aragonien das Testament von Alfons I. hervorgerufen hatte, opponierte Talesa gegen Ramiro II. der Mönch, der ihr die Herrschaft über Saragossa und Uncastillo nahm. Durch Vermittlung des Papstes endeten 1137 die Streitigkeiten mit der Verheiratung der Tochter Ramiros II., Petronella, mit Raimund Berengar IV., Graf von Barcelona, der fortan die Regierungsgeschäfte in Aragonien übernahm, während die in ihrem zweiten Lebensjahr stehende Petronella nominell Königin wurde (die Ehe wurde erst 1150 formal geschlossen).
Raimund Berengar IV. war bemüht, die Allianz mit dem Béarn nicht zu gefährden, und vergab Talesa die Lehen von Huesca und Bespen sowie die Rechte über die Basílica del Pilar von Saragossa, in der die sterblichen Überreste Gastons IV. de Béarn lagen. Ihr Sohn Pedro heiratete eine katalanische Prinzessin.